# Вінченцо Маенца
Вінченцо Маенца (італ. Vincenzo Maenza; нар. 2 травня 1962, Імола) — італійський борець греко-римського стилю, срібний призер чемпіонату світу, чемпіон, срібний та бронзовий призер чемпіонатів Європи, разовий срібний та разовий бронзовий призер Європейських ігор, дворазовий чемпіон та срібний призер Олімпійських ігор.

## Життєпис
У 1980 році став бронзовим призером чемпіонату Європи серед юніорів. Того ж року на чемпіонату світу серед юніорів завоював срібну медаль.
Виступав за борцівський клуб CISA Фаенца.

## Спортивні результати на міжнародних змаганнях

### Виступи на Олімпіадах
| Змагання                    | Збірна | Вагова категорія                 | Місце  |
| --------------------------- | ------ | -------------------------------- | ------ |
| Літні Олімпійські ігри 1984 | Італія | греко-римська боротьба, до 48 кг | Золото |
| Літні Олімпійські ігри 1988 | Італія | греко-римська боротьба, до 48 кг | Золото |
| Літні Олімпійські ігри 1992 | Італія | греко-римська боротьба, до 48 кг | Срібло |

### Виступи на Чемпіонатах світу
| Змагання                        | Збірна | Вагова категорія                 | Місце  |
| ------------------------------- | ------ | -------------------------------- | ------ |
| Чемпіонат світу з боротьби 1982 | Італія | греко-римська боротьба, до 48 кг | 6      |
| Чемпіонат світу з боротьби 1987 | Італія | греко-римська боротьба, до 48 кг | Срібло |
| Чемпіонат світу з боротьби 1990 | Італія | греко-римська боротьба, до 48 кг | 4      |

### Виступи на Чемпіонатах Європи
| Змагання                         | Збірна | Вагова категорія                 | Місце  |
| -------------------------------- | ------ | -------------------------------- | ------ |
| Чемпіонат Європи з боротьби 1980 | Італія | греко-римська боротьба, до 48 кг | 7      |
| Чемпіонат Європи з боротьби 1981 | Італія | греко-римська боротьба, до 48 кг | 5      |
| Чемпіонат Європи з боротьби 1983 | Італія | греко-римська боротьба, до 48 кг | 5      |
| Чемпіонат Європи з боротьби 1984 | Італія | греко-римська боротьба, до 48 кг | Срібло |
| Чемпіонат Європи з боротьби 1986 | Італія | греко-римська боротьба, до 48 кг | Бронза |
| Чемпіонат Європи з боротьби 1987 | Італія | греко-римська боротьба, до 48 кг | Золото |

### Виступи на інших змаганнях
| Змагання                             | Збірна | Вагова категорія                 | Місце  |
| ------------------------------------ | ------ | -------------------------------- | ------ |
| Середземноморські ігри 1979          | Італія | греко-римська боротьба, до 48 кг | Срібло |
| Середземноморські ігри 1983          | Італія | греко-римська боротьба, до 48 кг | Золото |
| Суперчемпіонат світу з боротьби 1985 | Італія | греко-римська боротьба, до 48 кг | Золото |
| Гала гран-прі FILA 1987              | Італія | греко-римська боротьба, до 48 кг | Золото |
| Середземноморські ігри 1988          | Італія | греко-римська боротьба, до 52 кг | Золото |
| Середземноморські ігри 1991          | Італія | греко-римська боротьба, до 52 кг | Бронза |

### Виступи на змаганнях молодших вікових груп
| Змагання                                       | Збірна | Вагова категорія                 | Місце  |
| ---------------------------------------------- | ------ | -------------------------------- | ------ |
| Чемпіонат світу з боротьби серед юніорів 1980  | Італія | греко-римська боротьба, до 48 кг | Срібло |
| Чемпіонат Європи з боротьби серед юніорів 1980 | Італія | греко-римська боротьба, до 48 кг | Бронза |